# Просиначке жртве 1943.
Просиначке жртве је назив за групу шеснаесторице антифашиста, које су усташе јавно обесиле у загребачкој Дубрави 20. децембра 1943. године. Ово је било прво масовније јавно вешање у Загребу. На дан вешања успели су да побегну двојица, архитекта Милован Ковачевић и Пио Јурчић.

## Претходница: диверзија у Сопници
Почетком децембра 1943. године, политички комесар Туропољско-посавског одреда, Маријан Бадел, испланирао је извршење диверзије на немачким складиштима муниције код села Сопнице, која су садржавала око 8500 тона муниције. Увече 18. децембра, три групе кренуле су према складиштима. Пошто су разоружали гарнизон домобрана и евакуисали становнике села, диверзанти су разместили експлозив у четири магацина. Око 8 часова увече, напустили су складиште, а после поноћи, око 00:55 часова, експлозије су уништиле магацине.

## Таоци
У знак освете за извршену диверзију, усташко Главно равнатељство за јавни ред и сигурност одлучило је исти дан, без суђења, да се обеси осамнаест антифашиста, већином интелектуалаца, који су држани као таоци за овакве случајеве. Ти људи нису имали никакве везе са извршеном диверзијом, а били су оптужени као сарадници и идејни зачетници диверзије. То су били:
- Богдан Огризовић, рођен 1911. године у Загребу. Професор физике у Првој и Петој гимназији у Загребу. Године 1943, постао је председник НОО-а за Загреб. Усташе су га ухапсиле 2. јула исте године.
- Радован Рајхерцер, рођен 1910. године у Бјеловару. Професор. После окупације Загреба, радио је на организовању НОО-а.
- Петар Михочевић, рођен 1900. године на Рабу. Новинар у Хрватском дојавном уреду „Цроатиа“. До хапшења је растурао илегални материјал КПЈ.
- Др Бранко Ивакић, рођен 1906. године у Карловцу. Новинар у Хрватском дојавном уреду „Croatia“. Сарађивао с Петром Михочевићем у организовању и деловању НОО-а у Загребу и скупљао прилоге за Црвену помоћ.
- Др Александар Флорић, рођен 1899. године у Бечу. Био је технички физичар у Загребу. До хапшења је деловао у НОО-у и прикупљао помоћ за партизане.
- Стјепан Томаш, рођен 1905. године у Осијеку. Био је повереник Главног равнатељства за саобраћај у Загребу. Маја 1943, приступио је илегалном НОО-у.
- Љубомир Соколовић, рођен 1902. године у Пласама код Сушака. Пензионисани правник у Загребу. Сарађивао са НОП-ом, добављајући им оружје и муницију илегалним каналима.
- Јосип Шолаја, рођен 1899. године у Цазину. Радио у Загребу као виши секретар Главног равнатељства за саобраћај. Крајем 1942, постао члан НОО-а за Загреб. Ухапсили га усташе приликом покушаја пребацивања партизанима 11. августа 1943. године.
- Павао Будисављевић, рођен 1908. године у Билају код Удбине. Сарађивао с партизанима и опскрбљивао их оружјем.
- Алојз Коцмур, рођен 1908. године у Љубљани. Пре Другог светског рата је неко време боравио у Совјетском Савезу и радио као предавач у Самарканду. По повратку у Југославију, био ухапшен и осуђен на десет година робије. Августа 1941, побегао из затвора у партизане. Касније га заробиле усташе.
- Иван Шимецки, рођен 1906. године у Крашићу. По занимању постолар. Био секретар Трећег рејона Месног комитета КПЈ за Загреб.
- Антун Пуклавец, рођен 1908. године у Љутомеру. Радио као постолар и био секретар Котарског комитета КПЈ у Крижевцима.
- Стјепан Козјак-Гранђа, рођен 1911. године у Шашиновцима код Светог Ивана Зелине. Радио као гостионичар у родном месту. Почетком 1943, постао члан локалног НОО-а и прикупљао прилоге за Црвену помоћ.
- Никола Трута, рођен 1910. године у Зларину код Шибеника. Радио као трговачки помоћник у Загребу. Јула 1943, постао члан локалног НОО-а.
- Иван Лепушић, рођен 1924. године у Чучерју код Сесвета. Почетком августа 1943. године, пребацио се у партизане и био борац Трећег батаљона Прве загребачке бригаде. Усташе су га заробиле док је извршавао тајни задатак.
- Љубо Станковић, рођен 1903. године у Иванцу. Радио као кројач у Загребу. Радио за НОП као курир између загребачких илегалних организација и Мославачког партизанског одреда.
- Милован Ковачевић, рођен 1905. године у Копривници. Радио као архитекта у Загребу. Усташе су га ухапсиле 12. маја 1943. године, због помагања Црвеној помоћи.
- Пио Јурчић, пореклом из Истре.

## Вешање
Усташе су покупиле таоце око 16 часова, дана 20. децембра. Затворили су их у два камиона и одвезли до трамвајског окретишта, на западном крају Дубраве. Таоци су били затворени у оближњу митницу и затим један по један под пратњом одвођени на вешање на импровизована вешала. Вешала су заправо биле касапске куке причвршћене за телеграфске ступове, а о куке су биле завезане омче. Када је дошао ред на Милована Ковачевића, усташе нису успели да му провуку главу кроз омчу од прве, јер су лестве биле прениске. Затим су га бацили на земљу, изударали чизмама и оставили га да лежи („... И још прије него ме је С. могао поново шчепати за косу и повући омчу на затиљак, ја тргнем главом, доњу чељуст некако искренем и – ослободим се омче. Глава ми одмах падне на прса, за њом се нагне и читаво горње тијело, а читава та тужна и сабласна, језовита и стравична лакоонска скупина са мном у зраку и с онима испод мене изгуби равновјесје и ја се нађох лежећи на земљи...“).
Двојица усташа су отишла по више лестве, трећи под стреху, јер је падала киша, а четврти није обазирао пажњу на њега јер је мислио да је у несвести. Када су двојица усташа са лествама почели да се приближавају, Ковачевић је искористио непажњу четвртог усташе, нагло се одбацио и потрчао међу уличице Дубраве („... И у часу када су она четворица била управо између мене и онога под стрехом, лијевом руком притегнем хлаче са стегана, десним се лактом као лопта одбацим са земље и као вјетар појурим оним мрачним путељком...“). Усташе су неко време пуцале према њему, а она су почеле да пуца у другом смеру. Тада је са вешала побегао и Пио Јурчић. Наиме, у тренутку извршења вешања, на цести је наишао камион и заслепео усташе фаровима. Јурчић је претрчао пут испред камиона и такође нестао у уличицама. Милован Ковачевић је након три дана лутања успео да наиђе на партизане, након чега им се придружио.

## Реакције
Вест о вешању шеснаесторице антифашиста била је објављена у неколико ендехашких гласила, попут „Нове Хрватске“ и „Хрватског народа“. У чланцима није био споменут бег двојице с вешала. Немачки генерал Едмунд Глез фон Хорстенау изјавио је да Немци нису имали никакве везе с вешањем, те да су о почињеном злочину сазнали тек након његова извршења. Вест о вешању брзо се проширила Загребом. Слави Огризовић, удовици Богдана Огризовића, многи антифашистички расположени грађани Загреба, од који већину није ни познавала, слали су поклоне на њену адресу. Већина њих, у знак солидарности, није китила борове за Божић, а они који јесу, због деце, окитили су их са шеснаест свећица у спомен на шеснаест обешених. Вест је убрзо стигла и до партизана, па је тако у „Вјеснику“ 7. јануара 1944. године, био објављен чланак о извршеном злочину.

## После рата
Милован Ковачевић преживео је рат, али му се средином 1945. године здравствено стање закомпликовало услед последица прехладе. Милован је на самртничкој постељи, фебруара 1946, испричао своје сведочанство о заробљавању, мучењу у затвору на Савској цести и бегу са вешала, своме оцу Андрији, који је све то детаљно забележио. Ти записи су 2002. године издани у облику књиге. Пио Јурчић је такође преживео рат, а своје је сведочанство пренео историчарки Нарциси Ленгел-Кризман.
У спомен на шеснаест обешених, вајар Душан Џамоња је израдио апстрактни споменик, који је 1960. године постављен на месту где је извршено вешање. После рата, трг код трамвајског окретишта добио је име Трг просиначких жртава. Исто име је носила и главна улица која иде кроз Дубраву. Име улице је 1990. године промењено у Авенија Дубрава.

## Изворна грађа
- Нова Хрватска, Загреб, 21. XII 1943, бр. 299
- Хрватски народ, Загреб, 21. XII 1943, бр. 916
- Вјесник ЈНОФ Хрватске, 7. I 1944, год. IV, бр. 1